# Skrillex
Skrillex, właśc. Sonny John Moore (ur. 15 stycznia 1988 w Los Angeles) – amerykański DJ i producent muzyczny. Zajmuje się produkcją szeroko pojętej muzyki elektronicznej z gatunku dubstep i pochodnych.

## Kariera muzyczna
Wychowany w północno-wschodnim Los Angeles w Kalifornii, Moore dołączył do amerykańskiej posthardcorowej grupy From First to Last jako frontman w 2004 i wraz z zespołem nagrał dwa albumy studyjne (Dear Diary, My Teen Angst Has A Body Count i Heroine) przed opuszczeniem grupy, by rozpocząć karierę solową w 2007. Zaczął swoją pierwszą trasę jako artysta solowy w późnym 2007. Po zrekrutowaniu nowego składu zespołu, Moore dołączył do Alternative Press Tour, by wspomóc takie grupy jak All Time Low i The Rocket Summer i być na okładce Alternative Press jednorocznego numeru 100 Bands You Need To Know.
Po wydaniu Gypsyhook EP w 2009, Moore miał w planach wydać swój debiutancki studyjny album, Bells, z producentem Noah Shainem. Jednak zaprzestał produkcji albumu i zaczął występować pod pseudonimem Skrillex. Po wydaniu My Name Is Skrillex EP, którą można było pobrać za darmo z jego oficjalnej strony MySpace, wydał Scary Monsters and Nice Sprites EP późnym 2010 i More Monsters and Sprites EP w połowie 2011. Obydwie zostały przystępnym komercyjnym sukcesem. 30 listopada 2011 został nominowany do pięciu Nagród Grammy na 54 Rozdaniu Nagród Grammy, wliczając Nagrodę Grammy w kategorii Best New Artist. 5 grudnia 2011 BBC ogłosiło, że został nominowany do ich głosowania Sound of 2012. 12 grudnia 2011 został również ogłoszony Artist of the Year gatunku tanecznej muzyki elektronicznej przez MTV zaraz obok takich artystów jak David Guetta i deadmau5.
Od 2013 roku tworzył zespół Jack Ü razem z Diplo. Po wydaniu albumu Skrillex and Diplo presents Jack Ü oraz przebytej trasie koncertowej współpraca artystów dobiegła końca. Powodem rozpadu zespołu były przede wszystkim kwestie sporne pomiędzy wytwórniami, z którymi współpracował Diplo oraz Skrillex. Oficjalne zakończenie współpracy nastąpiło w 2016 roku.
W 2016 pojawił się w filmie Zoolander 2 (występ cameo).

## Dyskografia

### Albumy
| Tytuł                                               | Dane dot. albumu                                       | Pozycja na liście | Pozycja na liście | Pozycja na liście | Pozycja na liście | Pozycja na liście | Pozycja na liście | Pozycja na liście | Pozycja na liście | Pozycja na liście |
| Tytuł                                               | Dane dot. albumu                                       | USA               | AUS               | BEL               | CAN               | NOR               | NZL               | SWE               | CHE               | UK                |
| --------------------------------------------------- | ------------------------------------------------------ | ----------------- | ----------------- | ----------------- | ----------------- | ----------------- | ----------------- | ----------------- | ----------------- | ----------------- |
| Recess                                              | - Data: 17 marca 2014 (USA) - Wydawca: Big Beat, OWSLA | 4                 | 4                 | 28                | 3                 | 13                | 6                 | 21                | 11                | 13                |
| Quest for Fire                                      | - Data: 17 lutego 2023 - Wydawca: Atlantic, OWSLA      | 51                | 33                | 119               | 29                | -                 | 8                 | -                 | 57                | 78                |
| Don’t Get Too Close                                 | - Data: 18 lutego 2023 - Wydawca: Atlantic, OWSLA      | -                 | -                 | -                 | -                 | -                 | -                 | -                 | -                 | -                 |
| Fuck U Skrillex You Think Ur Andy Warhol But Ur Not | - Data: 1 kwietnia 2025 - Wydawca: Atlantic, OWSLA     | 69                | -                 | 194               | 58                | -                 | -                 | -                 | -                 | -                 |

### Minialbumy
| Bells (Demos) (jako Sonny Moore)                               | - Data: 25 marca 2008 - Wydawca: wydanie własne            | –   | –  | –  | –  | –  | –  | –  | –   | |
| Gypsyhook EP (jako Sonny)                                      | - Data: 7 kwietnia 2009 - Wydawca: Martin Dodd, Atlantic   | –   | –  | –  | –  | –  | –  | –  | –   | |
| My Name is Skrillex                                            | - Data: 7 czerwca 2010 - Wydawca: wydanie własne           | –   | –  | –  | –  | –  | –  | –  | –   | |
| Scary Monsters and Nice Sprites                                | - Data: 25 października 2010 - Wydawca: mau5trap, Big Beat | 49  | 24 | –  | 24 | –  | 15 | 49 | 156 | - USA: złota płyta - AUS: platynowa płyta - CAN: platynowa płyta                                      |
| More Monsters and Sprites                                      | - Data: 7 czerwca 2011 - Wydawca: Big Beat                 | 124 | 60 | –  | –  | –  | –  | –  | –   | |
| Bangarang                                                      | - Data: 21 grudnia 2011 (USA) - Label: Big Beat, OWSLA     | 14  | 4  | 89 | 1  | 25 | 3  | –  | 31  | - USA: złota płyta - USA: złota płyta - AUS: platynowa płyta - UK: złota płyta - CAN: platynowa płyta |
| Narcissistic Cannibal: The Remixes (oraz Korn, Kill the Noise) | - Data: 17 lutego 2012 - Wydawca: Roadrunner               | –   | –  | –  | –  | –  | –  | –  | –   | |
| Lick It (Remixes) (oraz Kaskade)                               | - Data: 17 kwietnia 2012 - Wydawca: Ultra                  | –   | –  | –  | –  | –  | –  | –  | –   | |
| Make It Bun Dem After Hours (oraz Damian Marley)               | - Data: 28 sierpnia 2012 (USA) - Wydawca: Big Beat, OWSLA  | –   | 27 | 15 | –  | –  | 16 | 48 | 58  | |
| Leaving                                                        | - Data: 2 stycznia 2013 - Wydawca: OWSLA                   | –   | –  | –  | –  | –  | –  | –  | –   | |
| Try It Out (oraz Alvin Risk)                                   | - Data: 14 października 2013 - Wydawca: Big Beat, OWSLA    | –   | –  | –  | –  | –  | –  | –  | –   | |
| Recess Remixes (oraz Kill the Noise)                           | - Data: 7 lipca 2014 - Wydawca: Big Beat, OWSLA            | –   | –  | –  | –  | –  | –  | –  | –   | |
| Ease My Mind v Ragga Bomb Remixes                              | - Data: 24 listopada 2014 - Wydawca: Big Beat, OWSLA       | –   | –  | –  | –  | –  | –  | –  | –   | |
| Dirty Vibe Remixes                                             | - Data: 15 grudnia 2014 - Wydawca: OWSLA, Big Beat Records | –   | –  | –  | –  | –  | –  | –  | –   | |
| „–” album nie był notowany.                                    |                                                            |     |    |    |    |    |    |    |     | |

### Single
| Tytuł                                                               | Rok  | Pozycja na liście | Pozycja na liście | Pozycja na liście | Pozycja na liście | Pozycja na liście | Pozycja na liście | Pozycja na liście | Pozycja na liście | Pozycja na liście | Pozycja na liście | Certyfikat                                                          | Album                           |
| Tytuł                                                               | Rok  | USA               | AUS               | AUT               | BEL               | CAN               | FRA               | NOR               | NZL               | SWE               | UK                | Certyfikat                                                          | Album                           |
| ------------------------------------------------------------------- | ---- | ----------------- | ----------------- | ----------------- | ----------------- | ----------------- | ----------------- | ----------------- | ----------------- | ----------------- | ----------------- | ------------------------------------------------------------------- | ------------------------------- |
| "WEEKENDS !! !” (featuring Sirah)                                   | 2010 | –                 | –                 | –                 | –                 | 93                | –                 | –                 | –                 | –                 | –                 | - CAN: złota płyta                                                  | My Name Is Skrillex             |
| „Scary Monsters and Nice Sprites”                                   | 2010 | 69                | 56                | –                 | –                 | 66                | 71                | 18                | –                 | 20                | 153               | - USA: 2x platynowa płyta - AUS: platynowa płyta - CAN: złota płyta | Scary Monsters and Nice Sprites |
| „Rock n’ Roll (Will Take You to the Mountain)”                      | 2011 | –                 | –                 | –                 | –                 | –                 | –                 | –                 | –                 | –                 | –                 |                                                                     | Scary Monsters and Nice Sprites |
| „First of the Year (Equinox)”                                       | 2011 | 85                | 84                | –                 | 57                | 88                | 187               | 14                | –                 | 19                | –                 | - USA: platynowa płyta - CAN: złota płyta                           | More Monsters and Sprites       |
| „Ruffneck (FULL Flex)”                                              | 2011 | –                 | –                 | –                 | –                 | –                 | –                 | –                 | –                 | –                 | 89                |                                                                     | More Monsters and Sprites       |
| „Kyoto” (featuring Sirah)                                           | 2011 | 74                | 50                | –                 | –                 | 59                | –                 | –                 | –                 | –                 | 175               | - USA: złota płyta - AUS: złota płyta                               | Bangarang                       |
| „Breakn’ a Sweat” (oraz The Doors)                                  | 2012 | –                 | –                 | –                 | 98                | 80                | –                 | –                 | –                 | –                 | 32                |                                                                     | Bangarang                       |
| „Bangarang” (featuring Sirah)                                       | 2012 | 72                | 4                 | 25                | 9                 | 26                | 63                | 16                | 14                | 24                | 24                | - USA: platynowa płyta - AUS: 4x platynowa płyta - UK: złota płyta  | Bangarang                       |
| "Make It Bun Dem" (oraz Damian „Jr. Gong” Marley)                   | 2012 | 106               | 27                | 34                | 15                | 34                | 87                | –                 | 16                | 48                | 58                | - USA: złota płyta - AUS: złota płyta - CAN: złota płyta            | Make It Bun Dem After Hours     |
| „Leaving”                                                           | 2013 | –                 | –                 | –                 | –                 | –                 | –                 | –                 | –                 | –                 | –                 |                                                                     | Leaving                         |
| „Try It Out” (oraz Alvin Risk)                                      | 2013 | –                 | –                 | –                 | –                 | –                 | 185               | –                 | –                 | –                 | –                 |                                                                     | Recess                          |
| „Ragga Bomb” (oraz Ragga Twins)                                     | 2014 | –                 | –                 | –                 | 75                | –                 | –                 | –                 | –                 | –                 | –                 |                                                                     | Recess                          |
| "Recess” (Kill the Noise featuring Fatman Scoop, Michael Angelakos) | 2014 | 106               | 47                | 69                | 25                | 59                | 189               | –                 | –                 | –                 | 57                |                                                                     | Recess                          |
| „Fuck That”                                                         | 2014 | –                 | –                 | –                 | –                 | –                 | –                 | –                 | –                 | –                 | –                 |                                                                     | Recess                          |
| „Dirty Vibe” (oraz Diplo featuring G-Dragon, CL)                    | 2014 | –                 | –                 | –                 | –                 | –                 | –                 | –                 | –                 | –                 | –                 |                                                                     | Recess                          |
| „–” singel nie był notowany.                                        |      |                   |                   |                   |                   |                   |                   |                   |                   |                   |                   |                                                                     |                                 |

#### Gościnnie
| Tytuł                                                               | Rok  | Pozycja na liście | Pozycja na liście | Pozycja na liście | Pozycja na liście | Pozycja na liście | Pozycja na liście | Pozycja na liście | Pozycja na liście | Pozycja na liście | Certyfikat         | Album                |
| Tytuł                                                               | Rok  | USA               | USA Alt.          | USA Rock          | BEL               | CAN               | FRA               | NZL               | UK                | UK Rock           | Certyfikat         | Album                |
| ------------------------------------------------------------------- | ---- | ----------------- | ----------------- | ----------------- | ----------------- | ----------------- | ----------------- | ----------------- | ----------------- | ----------------- | ------------------ | -------------------- |
| "Get Up!” (Korn featuring Skrillex)                                 | 2011 | 108               | 26                | 21                | –                 | –                 | –                 | –                 | –                 | –                 |                    | The Path of Totality |
| „Narcissistic Cannibal” (Korn featuring Skrillex, Kill the Noise)   | 2011 | 117               | 18                | 15                | –                 | 97                | –                 | –                 | –                 | 1                 |                    | The Path of Totality |
| „Wild for the Night” (ASAP Rocky featuring Skrillex, Birdy Nam Nam) | 2013 | 80                | –                 | –                 | 63                | 65                | 169               | 38                | 43                | –                 | - USA: złota płyta | Long. Live. ASAP     |
| „–” singel nie był notowany.                                        |      |                   |                   |                   |                   |                   |                   |                   |                   |                   |                    |                      |

Album wydany z From First to Last
| Tytuł                                         | Dane dot. albumu                                   |
| --------------------------------------------- | -------------------------------------------------- |
| Dear Diary, My Teenage Angst Has a Body Count | - Data: 29 Czerwca 2004 - Wydawca: Epitaph Records |
| Heroine                                       | - Data: 21 Marca 2006 - Wydawca: Epitaph Records   |